# Independència lineal
En àlgebra lineal, un conjunt de vectors és linealment independent (l.i.) si cap d'ells es pot escriure com a combinació lineal dels altres. Un exemple en R3 de conjunt vectors linealment independents és: (1,0,0) (0,1,0) (0,0,1) (aquesta és la base canònica de R3).
En canvi, els vectors (1,2,1) (2,4,2), no ho són, ja que el segon vector és dos cops el primer. Tampoc ho són (1,2,2) (2,1,4) (3,3,6), ja que (1,2,2)+(2,1,4)=(3,3,6) (o sigui, hem posat el tercer vector com a combinació lineal dels altres dos).
Una definició que es pot demostrar que és equivalent a l'anterior és: Sigui {v1, v₂, ..., vn} un conjunt de vectors. Diem que són linealment independents si l'equació {\displaystyle a_{1}\mathbf {v} _{1}+a_{2}\mathbf {v} _{2}+\cdots +a_{n}\mathbf {v} _{n}=\mathbf {0} .} implica necessàriament que els coeficients a1, a₂, ..., an són tots 0.
Un conjunt linealment independent que generi l'espai vectorial és una base d'aquest espai. D'aquí es dedueix que qualsevol conjunt de vectors linealment independent és base del subespai que genera.
Per comprovar si són l.i. es pot aplicar la fórmula ja anomenada, o bé es poden col·locar els vectors per columna i esglaonar la matriu. Si el rang és màxim, els vectors són linealment independents.

## Exemples
Sigui S un subconjunt no buit d'un mòdul M sobre un anell K, hom diu que els elements del conjunt S són linealment independents i el conjunt és lliure o linealment independent, si qualsevol combinació lineal finita d'elements de S de resultat zero és trivial, és a dir, si:
{\displaystyle \sum _{i\in I}\lambda _{i}s_{i}=0,\quad I\subseteq \mathbb {N} ,\quad \lambda _{i}\in K,\quad s_{i}\in S}
implica que: 
{\displaystyle \lambda _{i}=0,\quad \forall i\in I}
Si els elements de S no són linealment independents, hom diu que són linealment dependents i el conjunt S es diu lligat o linealment dependent.

## Propietats
- Tot subconjunt d'un conjunt lliure és lliure.
- Tot conjunt que contingui un conjunt lligat és lligat.
- Si el conjunt S conté el zero del mòdul, aleshores és lligat. En efecte, encara que l'element de l'anell {\displaystyle \lambda \in K} no sigui zero, el producte {\displaystyle \lambda 0} torna a ser el zero del mòdul i pot estar en qualsevol combinació lineal d'elements de S sense alterar-ne el valor.
- Si un dels elements del conjunt S és combinació lineal finita dels altres, aleshores S és un conjunt lligat. En efecte, si:
{\displaystyle s=\sum _{i\in I}\lambda _{i}s_{i},\quad I\subseteq \mathbb {N} ,\quad \lambda _{i}\in K,\quad s,s_{i}\in S}

es pot posar
{\displaystyle 1s-\sum _{i\in I}\lambda _{i}s_{i}=0,\quad I\subseteq \mathbb {N} ,\quad \lambda _{i}\in K,\quad s,s_{i}\in S}
i el conjunt S és lligat. La propietat recíproca, però, no és en general certa, si no és que K és un cos.

## Independència lineal en espais vectorials
Si K és un cos, aleshores M és un espai vectorial sobre K i la independència lineal de conjunts vectors implica més coses que en el cas més general dels mòduls:
- Si S és un conjunt lligat, és a dir, que els seus elements són linealment dependents, és aquí equivalent al fet que, almenys, un dels seus elements sigui combinació lineal dels altres. En efecte, si S és lligat, hi ha alguna combinació lineal:
{\displaystyle \sum _{i\in I}\lambda _{i}s_{i}=0}

amb no tots els escalars {\displaystyle \lambda _{i}} nuls. Es podria dir, sense perdre generalitat, que {\displaystyle \lambda _{1}\neq 0}. Es té:
{\displaystyle \lambda _{1}s_{1}+\sum _{i\in I\backslash \{1\}}\lambda _{i}s_{i}=0}
i, per tant,
{\displaystyle s_{1}=\sum _{i\in I\backslash \{1\}}-{\frac {\lambda _{i}}{\lambda _{1}}}s_{i}}
- Si {\displaystyle n\in \mathbb {N} } és la dimensió (finita) de l'espai M, qualsevol conjunt de n vectors linealment independents n'és una base.
- Si n és la dimensió finita de l'espai M, no pot haver-hi conjunts de més de n vectors linealment independents.

Aquestes dues últimes afirmacions són una conseqüència immediata del teorema de substitució de Steinitz.

## Exemple
Considerar el ℤ-mòdul lliure {\displaystyle \mathbb {Z} ^{2}} i els seus elements:
{\displaystyle a={\begin{pmatrix}2\\0\end{pmatrix}},b={\begin{pmatrix}0\\2\end{pmatrix}},c={\begin{pmatrix}3\\3\end{pmatrix}}.}
Com que es té la combinació lineal 3a + 3b − 2c = 0, els elements a, b i c són linealment dependents. Però cap d'aquests és combinació lineal dels altres dos. En efecte, cadascuna de les expressions:
{\displaystyle a=\lambda _{1}b+\mu _{1}c,\quad b=\lambda _{2}a+\mu _{2}c,\quad c=\lambda _{3}a+\mu _{3}b}
implica respectivament les igualtats:
{\displaystyle 2=3\mu _{1},\quad 2=3\mu _{2},\quad 3=2\lambda _{3}{\text{ i }}3=2\mu _{3}}
que són impossibles de resoldre amb els {\displaystyle \lambda _{i},\mu _{j}} dins dels nombres enters.